# Vrouw Holle

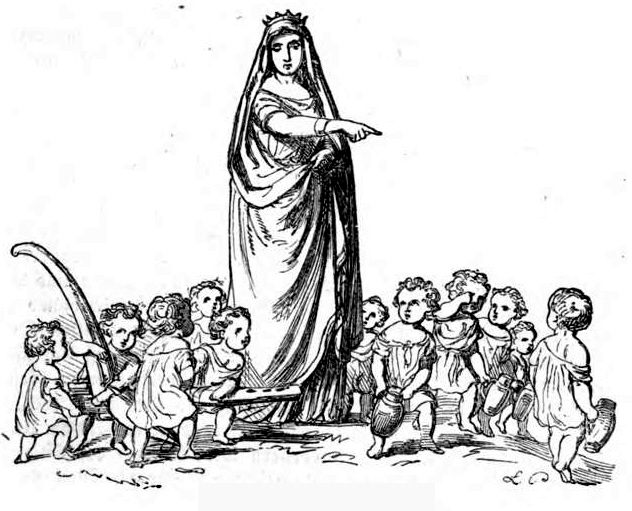
Frau Holle und die Heimschen, Das festliche Jahr in Sitten, Gebräuchen und Festen der germanischen Völker, 1863

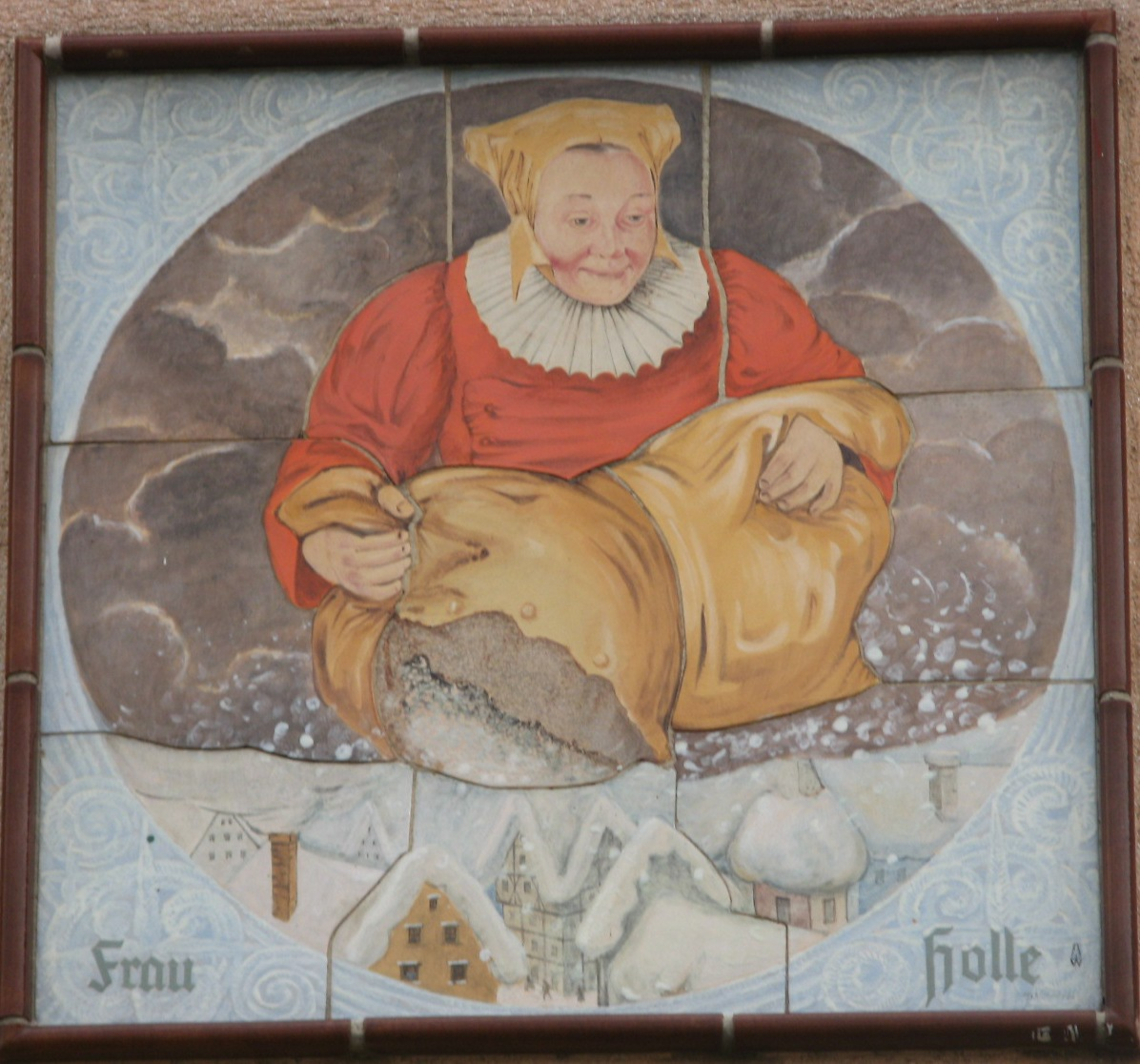
Vrouw Holle, Johann-Mithlinger-Siedlung

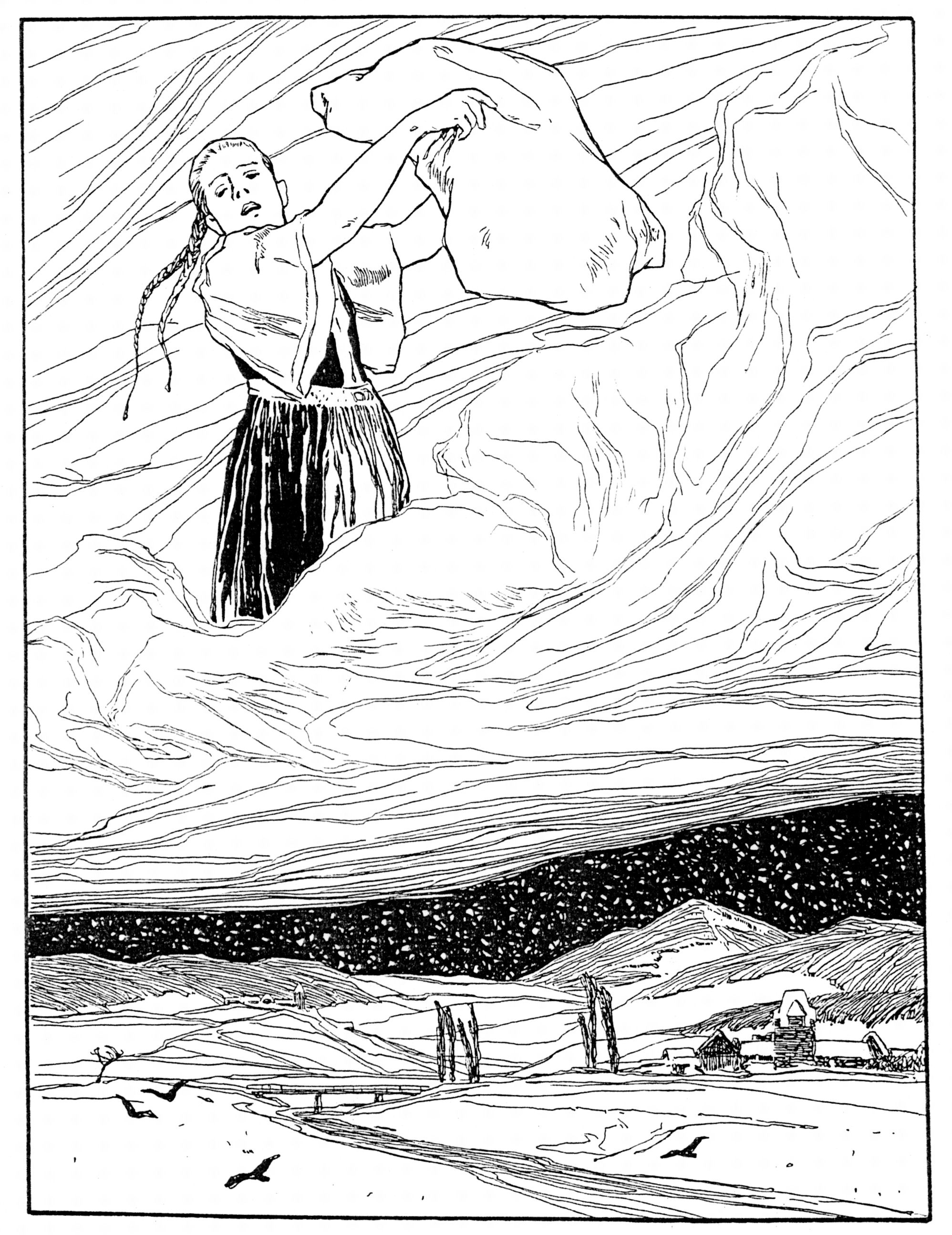
Vrouw Holle op een prent door Otto Ubbelohde, zie: Lahntal

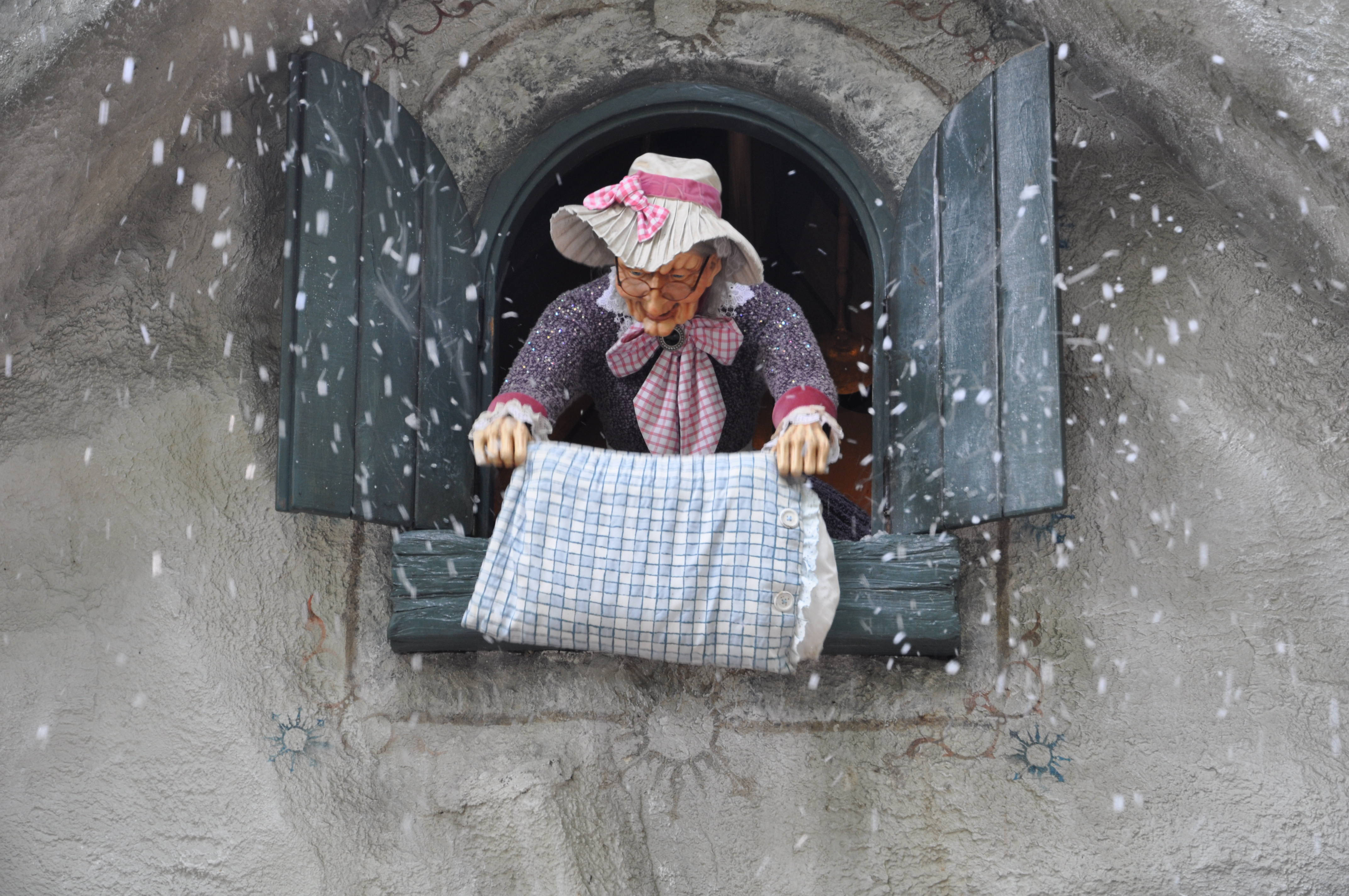
Vrouw Holle in de Efteling

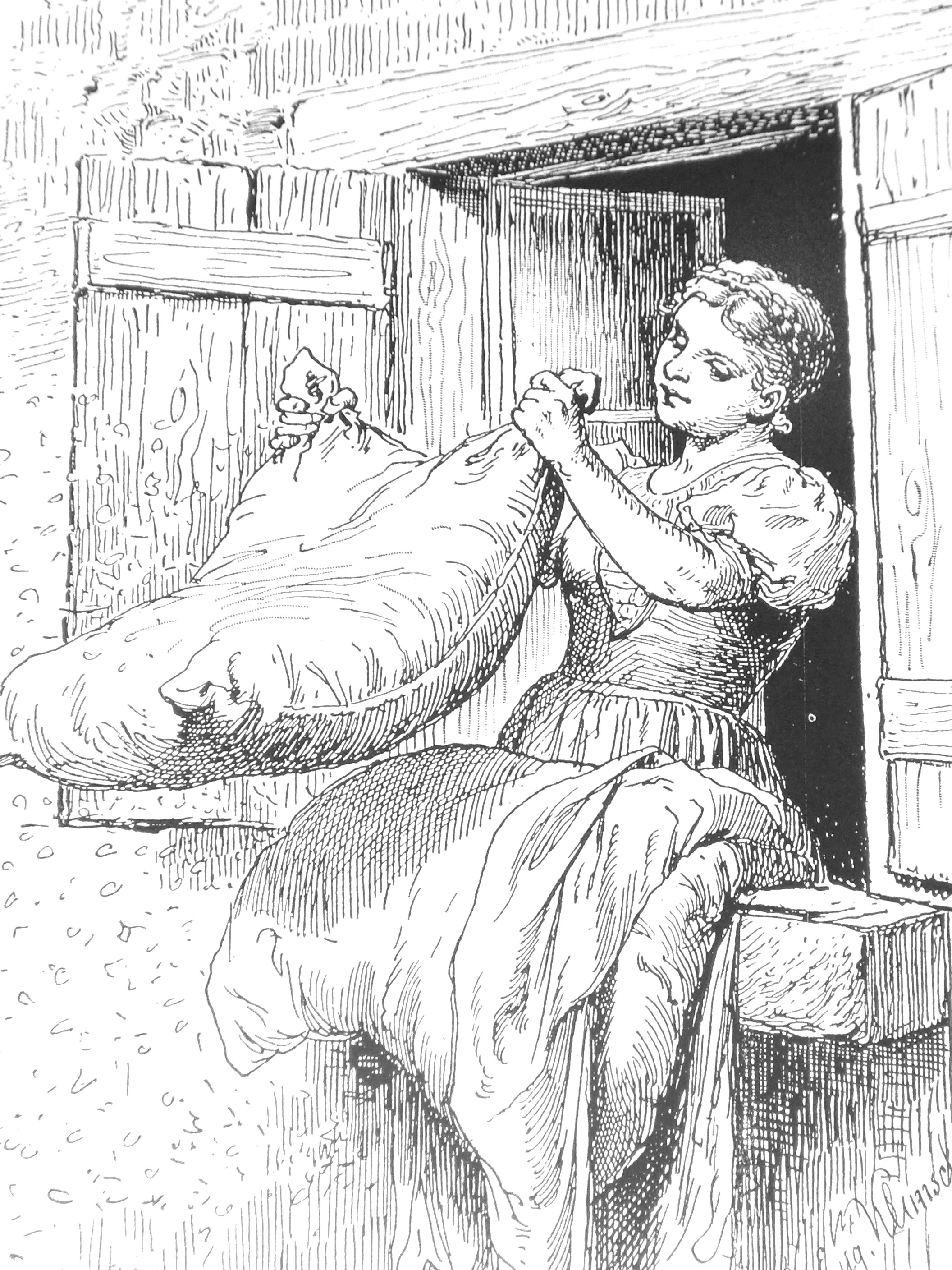
Illustratie door Hermann Vogel (1854-1921)

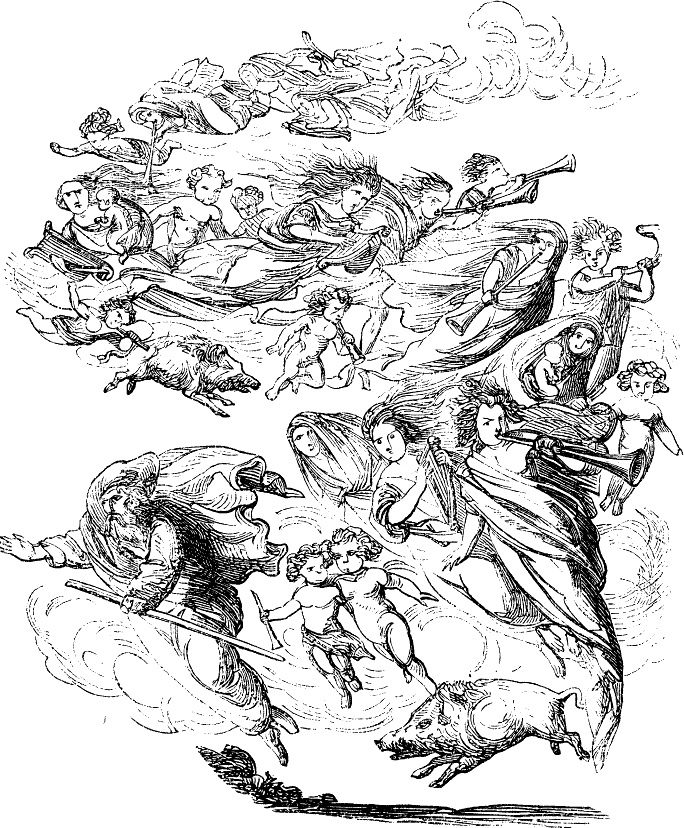
Frau Holle en haar trein, zie Wilde Jacht

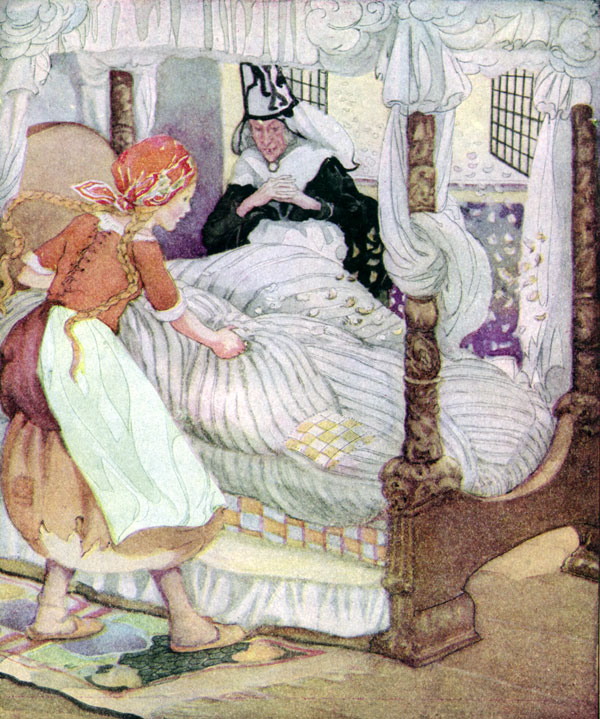
Vrouw Holle

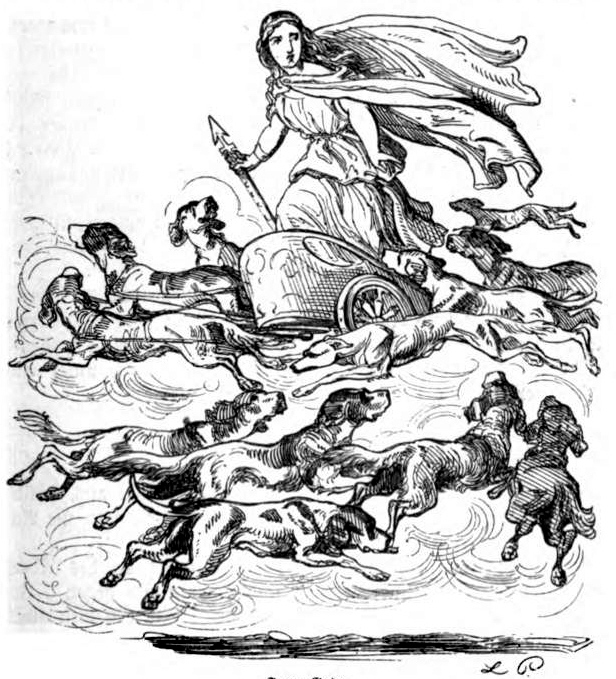
Afbeelding uit Das festliche Jahr in Sitten, Gebräuchen und Festen der germanischen Völker, 1863

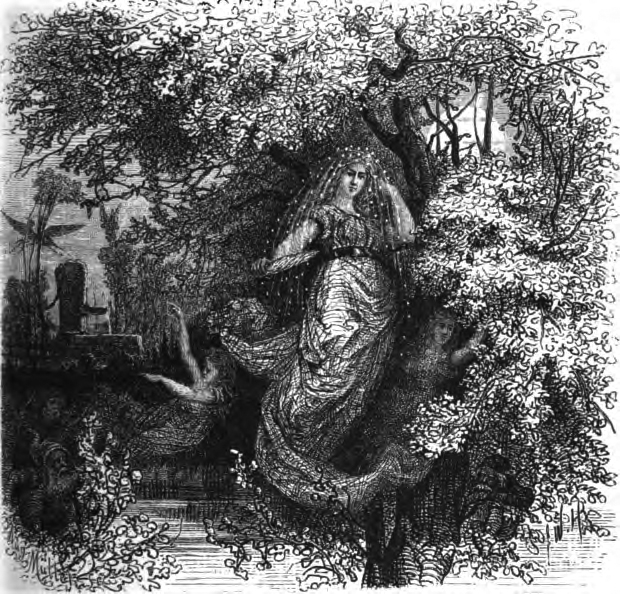
Holda; de goede beschermster, Friedrich Wilhelm Heine (1845-1921)

Vrouw Holle is een figuur uit volksverhalen uit Midden-Europa.
Ook is het de naam van een sprookje dat is opgetekend door de gebroeders Grimm in Kinder- und Hausmärchen (KHM24). Het sprookje is ook bekend als:
- Het vlijtige Liesje en het luie Liesje
- Goud-Elsje en Pek-Elsje

## Vrouw Holle
Vrouw Holle, Holda of Hulda is een van vele bovennatuurlijke vrouwelijke wezens uit het volksgeloof die vanuit hun oorsprong met de onderwereld in contact staan. De aard van dit type wezens varieert van behulpzaam en vriendelijk tot bestraffend en hard.
Holda wordt "De Witte Dame", maar ook "De Zwarte Grootmoeder" genoemd, dit heeft overeenkomsten met het sprookje over Vrouw Holle. Ze is een doodsgodin. Er zijn nog andere benamingen, zoals Vrou-Elde en Vrou-Elde, Frigga, Eastre, Fri, Fria, Fricka, Friga, Frige, Frigg, Gode, Ostara, Fri(a), Frig, Bertha, (Frau) Gode, (Frau) Wode, Frija, Holda, Huda, Huld(r)a, Nerthus, Frea, Eastre, Bertha, Brechta, Frau Venus, Harfer, Herke, Hold(e), Holl(e), Hulle of Frigga.
Vrouw Holle wordt als aanvoerster van de Wilde Jacht gezien. Tussen 23 december en 5 januari kijkt ze of mensen dat jaar vlijtig of lui waren. Ze wordt in verband gebracht met de door Tacitus beschreven Nerthus.
Vrouw Holle maakt de sneeuw door haar kussen uit te kloppen, vergelijk dit met Frigg uit de Noordse mythologie: zij spint de wolken. Als het sneeuwt zeggen mensen in Hessen: Frau Holle schudt haar bed op. De germaniste Erika Timm gaat ervan uit dat Vrouw Holle een bijnaam was voor Frigg, die tijdens en na de kerstening als zelfstandige naam werd gebruikt (het was gevaarlijk namen van heidense godheden aan te roepen)
Vrouw Holle wordt gezien als godin van leven en dood en de aarde, ze gaf haar naam aan de onderwereld. Zie ook Hel, Perchta, Cailleach en Nehalennia, zij worden allen in verband gebracht met Vrouw Holle. Vrouw Holle is beschermvrouw van de spinsters en wevers, er bestaan parallellen met de Völva, Nornen en witte wieven. Vrouw Holle wordt soms als koningin van de kabouters of alven (zie ook elfen en fee) genoemd. Zie ook Huldra en Huld.
In Gelderland is Schele Guurte bekend, zij heeft veel overeenkomsten met Vrouw Holle. Zie ook de sage Het verhaal van Schele Guurte en Simeliberg.
Vrouw Holle zou in een berg wonen, de Hohe Meißner (tussen Kassel en Eschwege), de Hörselberge bij Eisenach (in het bijzonder Hörselberg) en ook Hollerich (het rijk van Holle) worden genoemd als woonplaats. In de negentiende eeuw dansten meisjes nog bij het Hollelochs bij Schlitz. Alleen de eerste strofe van het lied wat daarbij gezongen werd is nog bekend;
Miameide – steht auf der Heide –
Hat ein grün’s Röcklein an.
Sitzen drei schöne Jungfern daran.
Die eine schaut nach vorne,
die andre in den Wind.
Das Weibsbild an dem Borne
hat viele, viele Kind.
Jonge meisjes namen vroeger een bad in de Frau-Holle-Teich op de Hohe Meißner om vruchtbaar te worden. Het water uit deze vijver zou geneeskrachtig zijn. Volgens de overlevering is de vijver bodemloos. Opgravingen rond de vijver duiden ook op een mogelijke offerplaats, er zijn vuurstenen uit de Steentijd gevonden. Ook munten uit de Romeinse keizertijd (uit de tijd van Titus Flavius Domitianus) en keramiekscherven uit de Middeleeuwen (en ouder) zijn aangetroffen.
In het Ásatrú wordt Vrouw Holle als godin vereerd. De gewone vlier (in het Duits Holunder Holderbusch of Holleris) is aan Vrouw Holle gewijd.

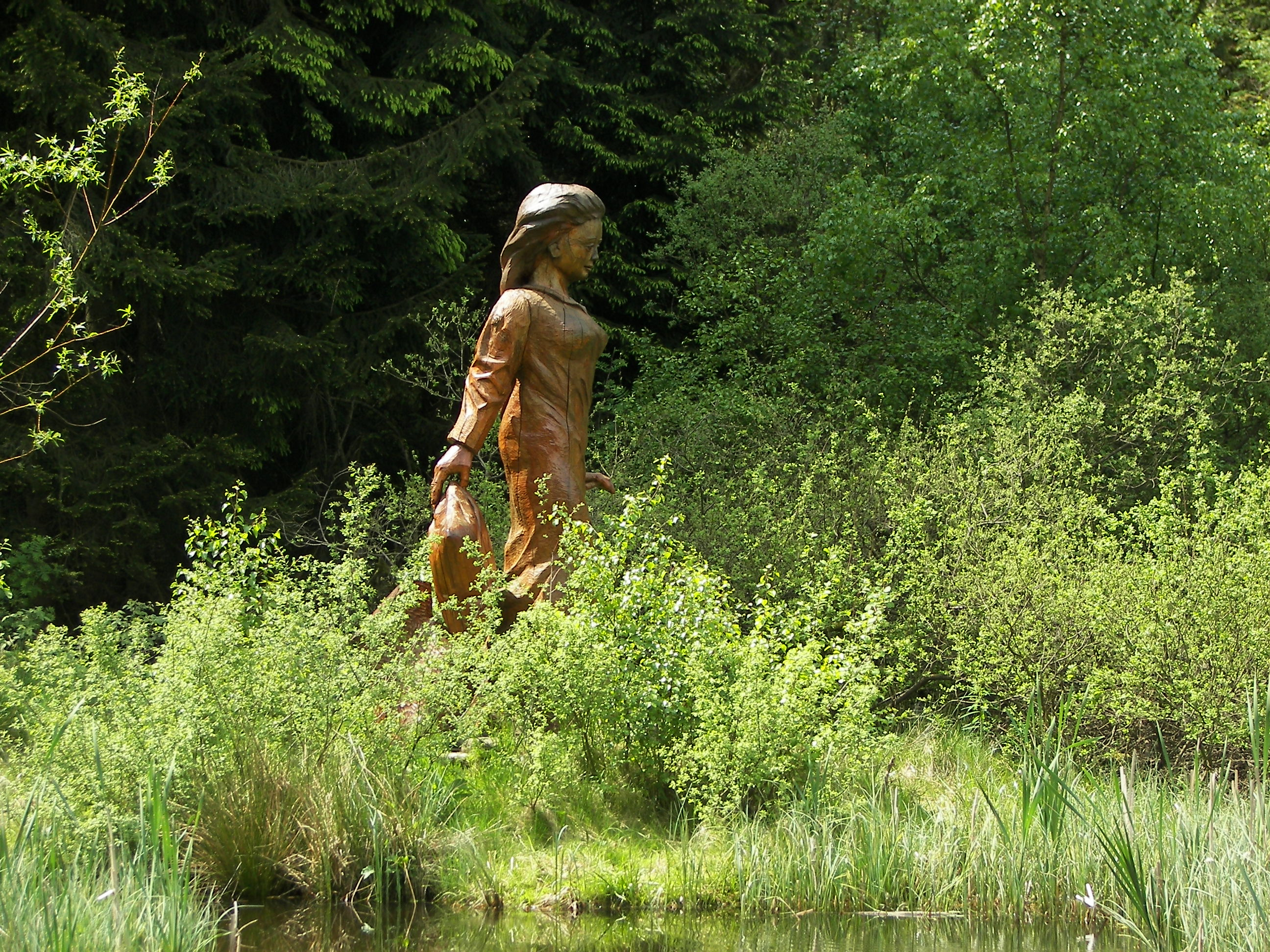
Beeld van Vrouw Holle bij de Frau-Holle-Teich op de Hohe Meißner
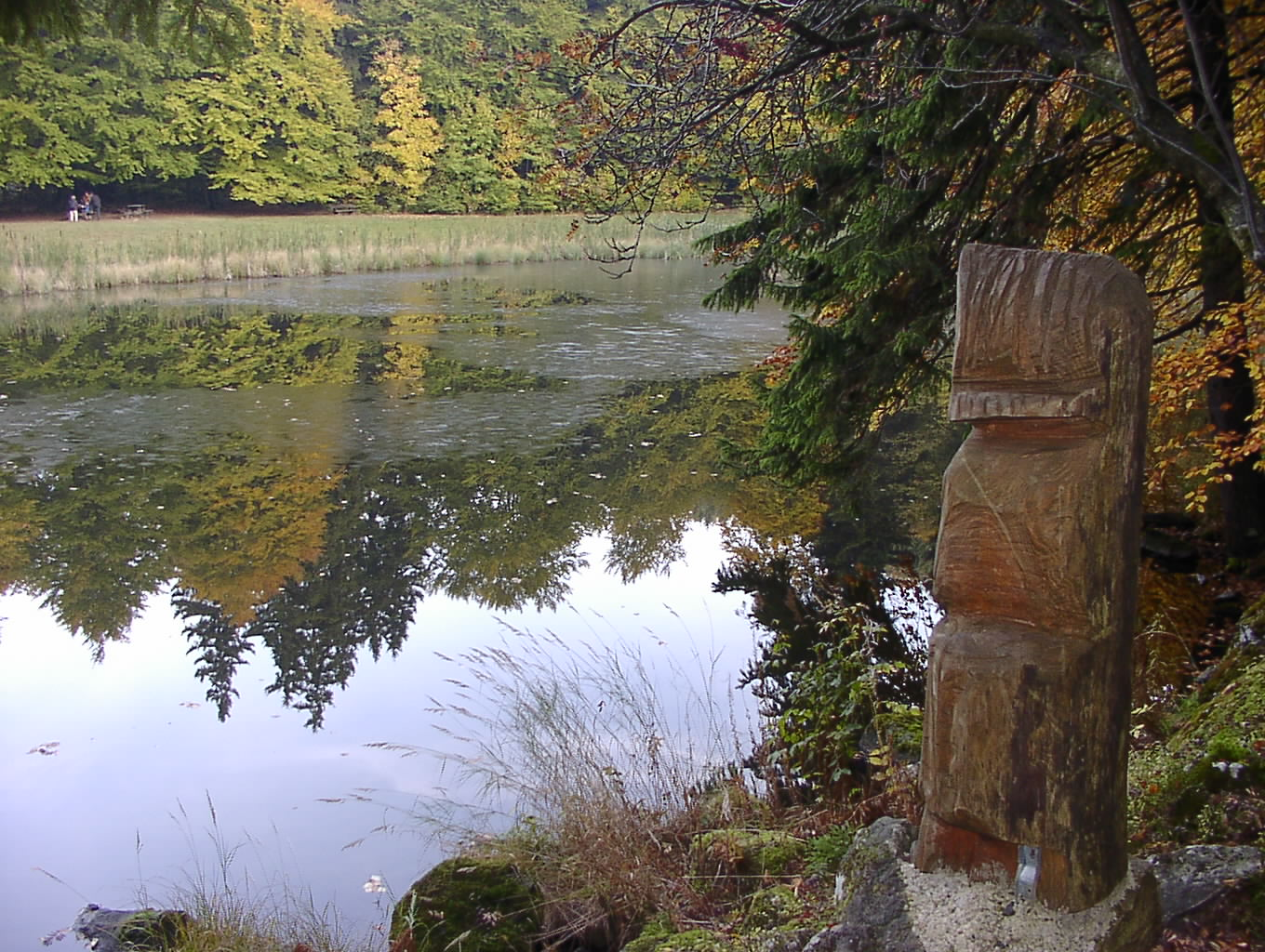
De Frau-Holle-Teich op de Hohe Meißner

## Verhaal van het sprookje
Een weduwe heeft twee dochters, één is mooi en ijverig en de ander lui en lelijk. Ze houdt meer van de lelijke en laat de andere dochter al het werk doen. Het meisje zit elke dag bij een put te spinnen. Door het harde werken komt er bloed van haar handen aan de spoel. Als ze deze wil schoonmaken, omdat zij bang is dat ze zal worden bestraft, valt de spoel in de put. Ze duikt de spoel achterna en komt zo in een wonderland terecht. Er bloeien duizenden bloemen en er staat een oven vol met brood, dat roept om eruit gehaald te worden.
Het meisje haalt alle broden uit de oven en komt dan bij een boom vol appels. Ze haalt de appels van de boom door deze te schudden en komt dan bij een klein huisje, waar een oude vrouw naar buiten kijkt. Het meisje wordt bang van de grote tanden, maar de oude vrouw roept haar en zegt dat ze het goed zal hebben als ze bij haar blijft. Ze moet wel het bed van de oude vrouw netjes opmaken en flink uitschudden, zodat het op aarde sneeuwt.
Het meisje komt in dienst en doet tevreden haar werk, in ruil heeft zij ook een goed leven. Maar na een tijdje krijgt ze heimwee en ze vraagt of ze weer naar boven mag. De poort wordt voor haar geopend en als ze eronderdoor loopt, valt er een gouden regen omlaag. Vrouw Holle geeft haar nog de spoel terug en het meisje gaat naar huis. De haan begroet haar als gouden meisje en haar moeder en zuster ontvangen haar.
Als de moeder hoort hoe haar dochter aan rijkdom is gekomen, wil ze dat haar andere dochter dit ook overkomt. Het meisje gaat bij de put spinnen en prikt zichzelf aan een doornhaag om bloed tevoorschijn te halen. Zij komt in de wonderwereld voor dezelfde beproevingen te staan, maar wil ze niet uitvoeren. Ze wordt niet bang van de grote tanden van Vrouw Holle, omdat ze hier al over heeft gehoord. Als hulpje van Vrouw Holle voert ze alleen de eerste dag iets uit omdat ze nog aan de beloning denkt, maar daar blijft het bij. Ze wordt na een tijdje ontslagen en gaat met Vrouw Holle naar de poort en daar wordt ze overgoten met pek.

## Achtergronden bij het sprookje
- Het sprookje komt uit Westfalen en Hessen.
- Het sprookje komt ook voor in de Elzas, Italië en Noorwegen. Ook komt het voor in Indië.
- Het sprookje is zeer bekend in Europa en is ook bekend in een deel van Azië.
- Het meisje heet Liesje of Elsje, Vlijtig liesje is de naam van een plant. Er is ook een versie waar het gaat om vlijtige Rosalie en de luie, ijdele Else.[5]
- De Grimms noemden een reeks sprookjes over de onderaardse wereld, waar een put toegang toe geeft (ook één waarin Hans en Grietje (KHM15) en het broodhuisje voorkomen), bijvoorbeeld De stukgedanste schoentjes (KHM133).
- Het sprookje wordt in verband gebracht met reïncarnatie. Vrouw Holle speelt haar rol tussen dood en geboorte, de stiefmoeder tussen geboorte en dood.[6]
- Het motief van dit sprookje handelt om de goede en de kwade zuster.
- In De zeven raven (KHM25) laten zeven broers een kruik in de put vallen, alleen hun zus kan ze verlossen uit een glazen berg. Ook dit staat symbool voor de onderwereld.
- Het verhaal heeft overeenkomsten met De drie mannetjes in het bos (KHM13) en De drie feeën van Perrault, ook hier krijgen meisjes een beloning voor hun gedrag.
- Luie en ijverige spinsters komen voor in De drie spinsters (KHM14), De zes zwanen (KHM49), De luie spinster (KHM 128), Klitten (KHM156), De waternimf in de vijver (KHM181), Het klosje, de schietspoel en de naald (KHM188).
- Vergelijk ook Het blauwe licht (KHM116).
- Ook in Hans-mijn-egel (KHM108) worden twee meisjes verschillend behandeld.
- In Het boshuis (KHM169) laat een oude man zijn kussens opschudden.
- Ook in Het is woensdag, woehoensdag uit Turkije wordt een beloning gegeven, een bochel wordt weggehaald en een ander krijgt een dubbele.
- Vrouw Holle heeft veel overeenkomsten met Ma Soemba. Zie ook Wie zijn billen brandt, moet op de blaren zitten, in dit volksverhaal uit Suriname spelen de namen van de dagen van de week (met name woensdag en vrijdag) een rol.
- In De aardmannetjes uit Ameland verdwijnt een bochel en een stotteraar ontvangt deze.
- In De geschenken van het kleine volkje speelt een bochel ook een grote rol.
- In Groningen is het verhaal De twee bultenaars bekend, hier overnacht een man in een kamer waar het spookt en rond twaalf uur 's nachts snijden mannen de bochel af. Als zijn broer dit hoort gaat hij naar dezelfde kamer, omdat hij ook wel van zijn bochel af wil. Hij krijgt echter een tweede bochel.[7]
- In een volksverhaal uit Noord-Holland hebben drie palingboeren een bochel. De oudste kreeg ruzie met de middelste en kwakt hem tegen de kerkdeur. Zijn bochel zit aan de kerkdeur vast. De tweede wil zijn bochel ook wel kwijt en begint ook te vechten en ook zijn bochel belandt op de kerkdeur. De derde laat zich tegen de kerkdeur gooien en heeft dan drie bochels.[8]
- Er is ook een oud Japans volksverhaal over dansende demonen die een man van zijn gezwel afhelpen en een ander een dubbel gezwel bezorgen.[9]
- Er is een Frans volksverhaal over nachtdansertjes of kabouters die de bochel met zalf doen verdwijnen, als een ander zaterdag en zondag aan het liedje toevoegt krijgt hij een dubbele bochel.[10] In een ander sprookje krijgt het eerste meisje een geschenk van zes van de zeven dwergjes, de tweede krijgt ook geschenken van de zes en ook de zevende.[11]
- Aanpassen aan anderen is vaak belangrijk in sprookjes.[12]
- In De engelen van de seizoenen uit Marokko vallen gouden munten uit de mond, maar bij een ander stinkende stroop.
- Er is een volksverhaal uit Noord- en Midden-Europa met veel overeenkomsten.[13]
- In een inscriptie van de tempel van Asklepios in Epidauros vinden we een soortgelijk verhaal terug. De Thessaliër Pandaros had een brandvlek op zijn voorhoofd en deze verdween nadat hij de aanwijzingen die hij in een droom kreeg, had opgevolgd. De brandvlek kwam in een doek terecht. Hij spijkerde de doek aan de tempel en toen hij thuis kwam, zond hij een slaaf om een dankoffer aan de tempel te schenken. De slaaf had ook een brandvlek op zijn voorhoofd en hij beloofde de god een standbeeld, als hij ook van de vlek bevrijd zou worden. Toen hij de doek omdeed en daarna verwijderde, bleek hij twee brandvlekken op zijn voorhoofd te hebben.
- Vergelijk Het uitzitten van het oude jaar uit China.
- Vergelijk Het mannetje dat jong gegloeid werd.
- Het als straf overgieten met pek kwam in het verleden voor, zie pek en veren.

## Afbeeldingen

- Het sprookje van Vrouw Holle